# Opadometa grata
Opadometa grata är en spindelart som först beskrevs av Félix Édouard Guérin-Méneville 1838.  Opadometa grata ingår i släktet Opadometa och familjen käkspindlar.

## Underarter
Arten delas in i följande underarter:
- O. g. anirensis
- O. g. bukaensis
- O. g. maitlandensis
- O. g. mathiasensis
- O. g. salomonum
- O. g. squallyensis
- O. g. tomaensis